# 事前投票制度
事前投票制度（じぜんとうひょうせいど、英: early vote）とは、選挙期日の前に投票することを認める制度。

## 日本

### 期日前投票制度
期日前投票制度は選挙期日に一定の事由があると見込まれる選挙人の投票について、当該選挙の期日の公示又は告示があった日の翌日から選挙の期日の前日までの間、期日前投票所において投票できる制度（公職選挙法48条の2）。
2003年12月1日から導入された。
日本の期日前投票制度は選挙期日前でも直接投票箱に投票用紙を入れて投票することができる制度となっている。

### 不在者投票制度
不在者投票制度は選挙期日に一定の事由があると見込まれる選挙人の投票について、不在者投票管理者の管理する投票を記載する場所において、投票用紙に投票の記載をして封筒に入れ不在者投票管理者に提出する方法をいう（公職選挙法49条）。

## アメリカ合衆国
アメリカ合衆国ではすべての州で選挙人が選挙期日に何らかの理由で投票出来ない場合には事前に郵送または選挙管理委員会に持ち込まれた投票用紙を選挙の当日にカウントする期日前投票制度（absentee vote）が設けられている。また一部の州では選挙期日前に実際に投票所で投票することを認める事前投票(early vote)の制度がある。